# Palau (Italien)
 For alternative betydninger, se Palau (flertydig). (Se også artikler, som begynder med Palau)
Palau (sardisk: Lu Palàu) er en by og en kommune (comune) i provinsen Sassari i regionen Sardinien i Italien. Byen ligger i 5 meters højde og har 4.209 indbyggere (2016). Kommunen har et areal på 44,44 km² og grænser til kommunerne Arzachena, Santa Teresa Gallura og Tempio Pausania.